# Al-Hamza
Al-Hamza (arab. الحمزة, Al-Ḥamza) – miasto w południowym Iraku, w muhafazie Al-Kadisijja. W 2009 roku liczyło ok. 71 tys. mieszkańców.